# کلاوس کینکل
کلاوس کینکل (انگلیسی: Klaus Kinkel؛ زادهٔ ۱۷ دسامبر ۱۹۳۶ – درگذشتهٔ ۴ مارس ۲۰۱۹) یک وکیل و سیاست‌مدار حزب لیبرال دموکرات آزاد و وزیر امور خارجه آلمان بود.